# Liste der Premierminister von Dominica

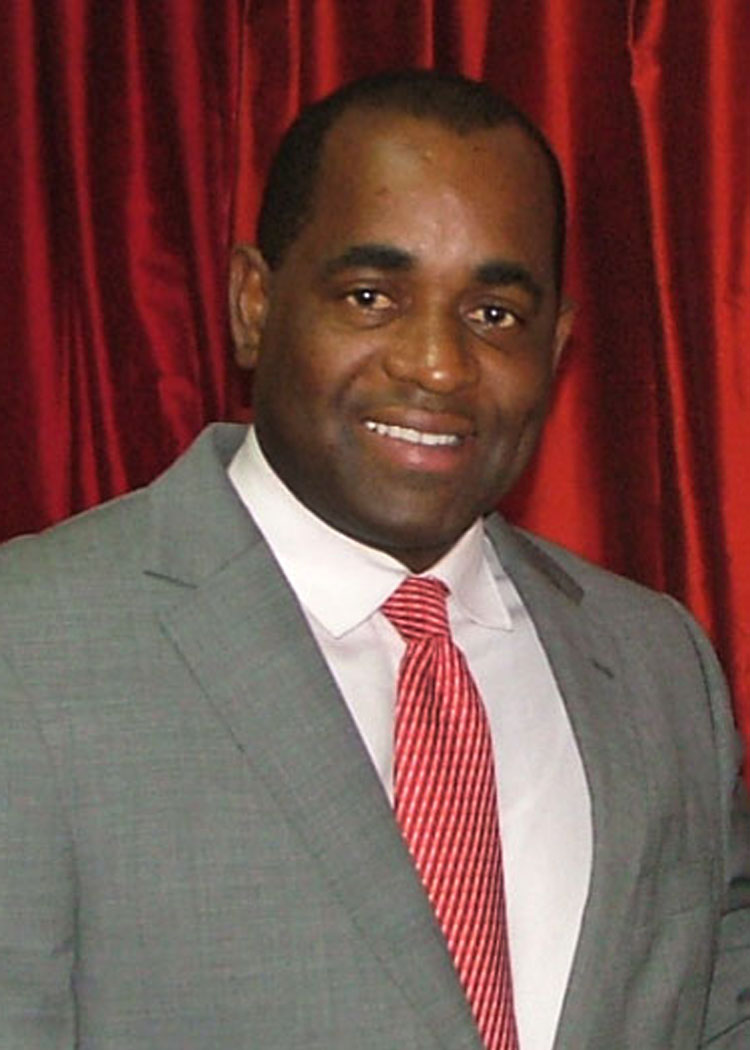
Roosevelt Skerrit, derzeitiger Ministerpräsident von Dominica

Diese Liste umfasst die Premierminister (bis 1967 Chief Minister; bis 1978 Premier) von Dominica.

## Chief Minister of Dominica
| Name                  | Lebensdaten | Amtszeit                       |
| --------------------- | ----------- | ------------------------------ |
| Frank Baron           | 1923–2016   | 1. Januar 1960–21. Januar 1961 |
| Edward Oliver LeBlanc | 1923–2004   | 21. Januar 1961–1. März 1967   |

## Premier of Dominica
| Name                  | Lebensdaten | Amtszeit                       |
| --------------------- | ----------- | ------------------------------ |
| Edward Oliver LeBlanc | 1923–2004   | 1. März 1967–27. Juli 1974     |
| Patrick John          | 1938–2021   | 28. Juli 1974–2. November 1978 |

## Premierminister
| Name                              | Lebensdaten | Amtszeit                        |
| --------------------------------- | ----------- | ------------------------------- |
| Patrick John                      | 1938–2021   | 3. November 1978–21. Juni 1979  |
| Oliver Seraphin (stellvertretend) | * 1943      | 21. Juni 1979–27. Juli 1980     |
| Mary Eugenia Charles              | 1919–2005   | 27. Juli 1980–14. Juni 1995     |
| Edison James                      | * 1943      | 14. Juni 1995–3. Februar 2000   |
| Rosie Douglas                     | 1941–2000   | 3. Februar 2000–1. Oktober 2000 |
| Pierre Charles (stellvertretend)  | 1954–2004   | 1. Oktober 2000–3. Oktober 2000 |
| Pierre Charles                    | 1954–2004   | 3. Oktober 2000–6. Januar 2004  |
| Osborne Riviere (stellvertretend) | 1932–2017   | 6. Januar 2004–8. Januar 2004   |
| Roosevelt Skerrit                 | * 1972      | 8. Januar 2004– amtierend       |